# 老关角隧道
关角隧道是位于中国青海省天峻县境内的一条鐵路隧道，屬於青藏铁路西宁至格尔木段的一部分。隧道穿过关角山，海拔3692米，全长4009米。为了与新建的新关角隧道区分，也称為老关角隧道。
青藏铁路西宁至格尔木段增建第二线工程正在建设的新关角隧道建成后，老关角隧道及前后展线被取直，线路缩短约36.8千米。